# Ngõ Vàng

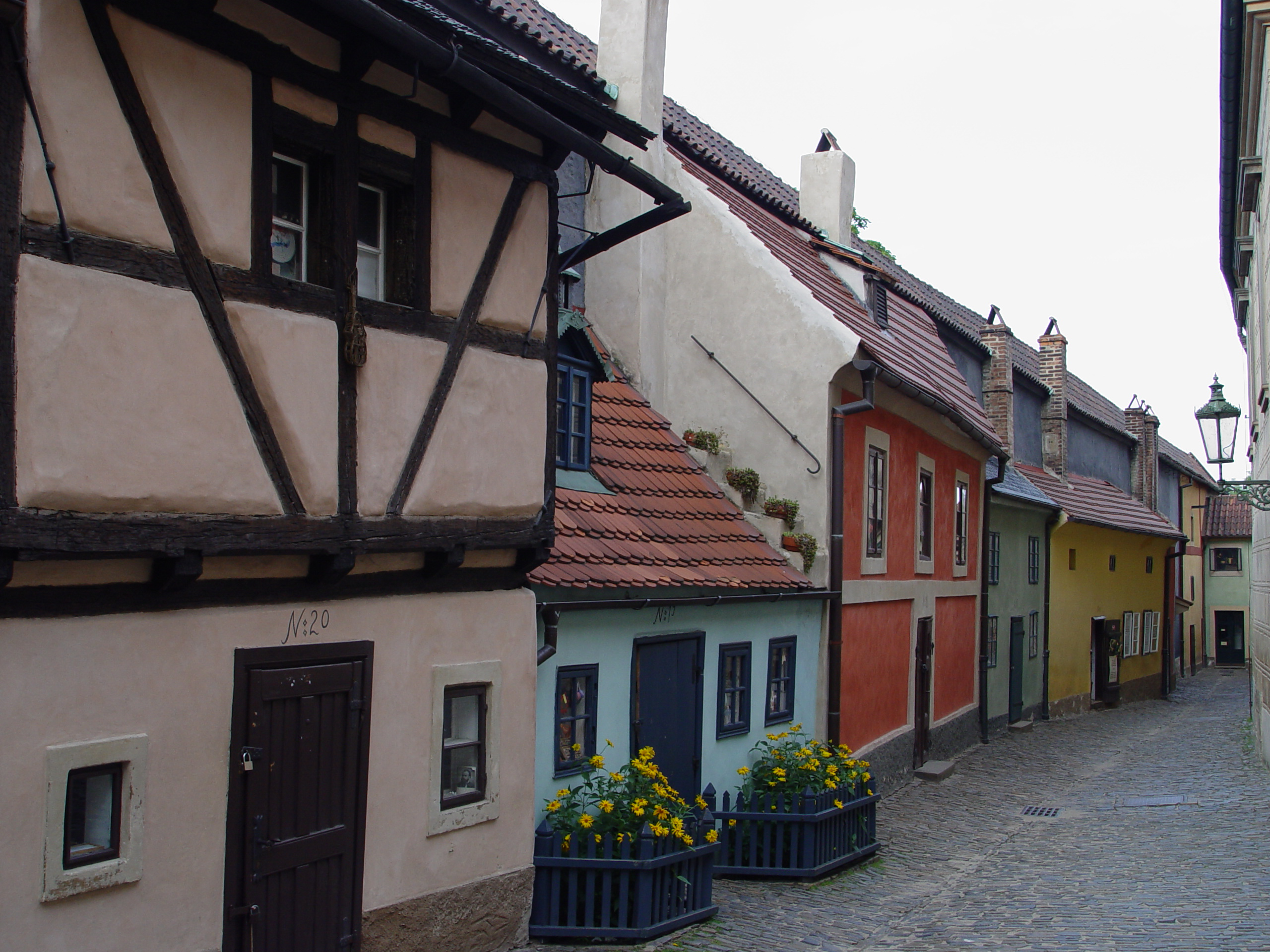
Ngõ Vàng ở Praha (2005)

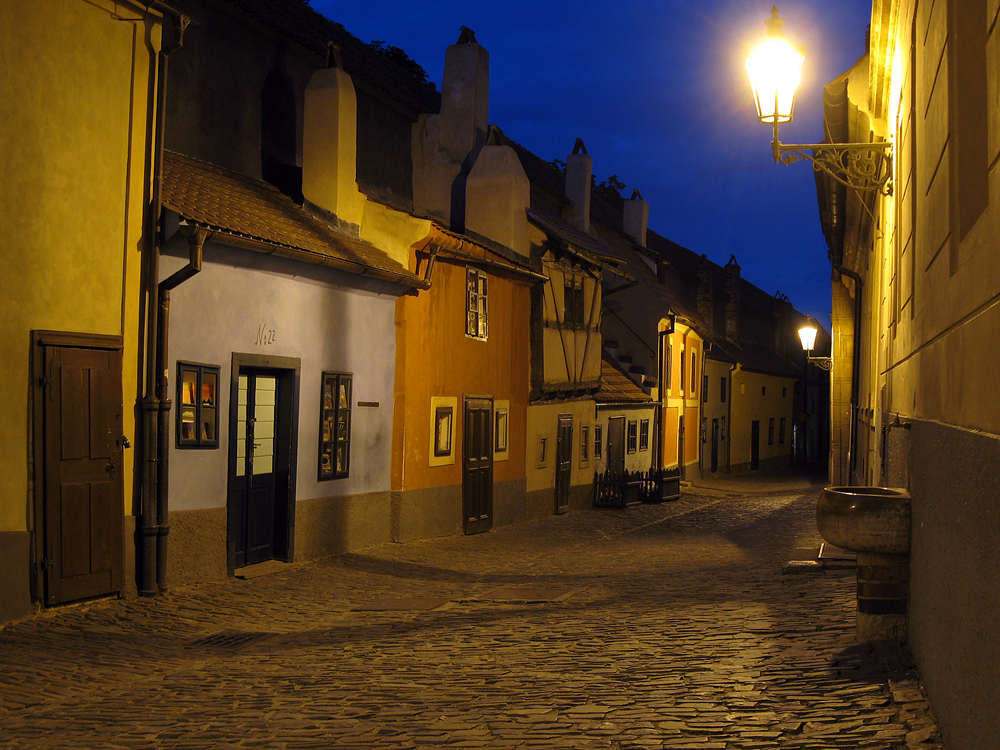
Vào ban đêm (2009)

Ngõ Vàng (tiếng Séc: Zlatá ulička) là một con phố lịch sử xuất hiện từ thế kỷ 16, tọa lạc trong khuôn viên của lâu đài Praha, Cộng hòa Séc. Hiện nay, đây là một trong những địa danh nổi tiếng ở Praha.

## Lịch sử
Trước đây, nơi này được gọi là Phố Zlatnická vì có lẽ các thợ kim hoàn địa phương sinh sống ở đây vào giai đoạn cuối thế kỷ 16 (giai đoạn những người Do Thái làm việc cho ngân khố, tìm thấy nơi trú ẩn sau các bức tường lâu đài). Ngoài ra, tên gọi này cũng có thể xuất phát từ một truyền thuyết kể rằng một nhà giả kim đã nỗ lực tạo ra vàng ngay tại con phố này.
Ngõ Vàng bao gồm những ngôi nhà nhỏ có màu sắc tươi sáng như tranh bột màu. Tường, cửa sổ, mái nhà và ống khói đều được thiết kế giống như cho người lùn ở. Tất cả khung cảnh này đều mang màu sắc kì ảo, như được bước ra từ truyện cổ Grimm. Con phố ban đầu có nhà ở cả hai bên, nhưng các nhà ở một bên đã bị phá dỡ vào thế kỷ 19.
Hiện nay, những ngôi nhà ở đây không còn phục vụ mục đích ở, nhưng đã trở thành phòng trưng bày, bảo tàng nhỏ hay cửa hàng lưu niệm.